# Hanriot HD.3
Hanriot HD.3 byl francouzský jednomotorový dvoumístný stíhací dvouplošník smíšené konstrukce z období první světové války.

## Vznik
Majitel společnosti R. Hanriot a šéfkonstruktér P. Dupont se rozhodli vyvinout dvoumístný stíhací letoun, který by poháněl hvězdicový, vodou chlazený motor Salmson 9Za o výkonu 191 kW. Tato pohonná jednotka byla vybrána na základě licenční stavby průzkumného letounu Salmson 2A.2 firmou Aviation Hanriot. Konstrukční práce byly zahájeny začátkem podzimu 1917.

## Vývoj

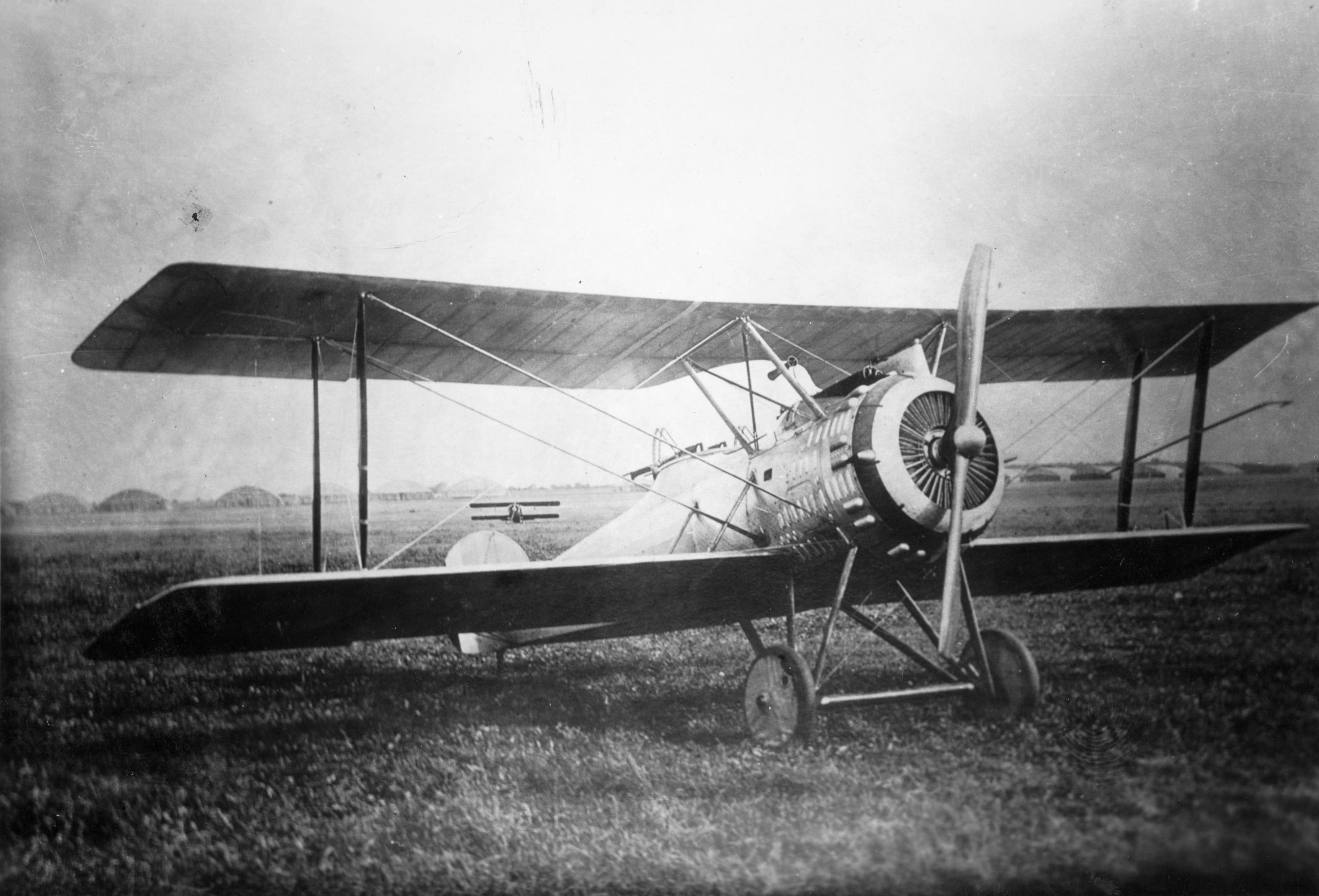
Hanriot HD.3

Prototyp nového stroje HD.3 byl dohotoven ještě před koncem roku 1917. Během prvního předvedení ještě nenesl synchronizované kulomety Vickers ráže 7,7 mm. Hlavňovou výzbroj zatím tvořila pouze dvojice pohyblivých kulometů Lewis, ovládaných pozorovatelem. Nedostatečná pevnost letounu byla vyřešena jeho zesílením, po kterém putoval do zkušebního střediska ve Villacoublay. Zde se strojem HD.3 pilot Bourgeois zalétal 10. března 1918 nejlepší výkony.
V dubnu roku 1918 bylo předběžně objednáno 120 sériových strojů. Od prototypu se lišily především zkráceným horním křídlem a vzpěrami spodního posunutými směrem do stran; křidélka obdržela rohové vyvážení. Záhy byl počet objednaných HD.3C.2 navýšen o dalších 180 kusů. První sériový exemplář opustil výrobní halu na začátku září. Během tohoto měsíce si sériový HD.3C.2 vyzkoušel Willy Coppens, belgické letecké eso, největší exponent Hanriotu HD.1. Ocenil jej jako vynikající stroj a navrhl, aby byl jeden kus předán belgickému letectvu. Nakonec tomu zabránilo podepsání příměří.
Od 28. září do 16. listopadu 1918 se laborovalo s nejvhodnějším typem dvoulisté vrtule. S typem Chauviére byly výkony podstatně nižší, než u prototypu. Jako nejvhodnější byla nakonec vyhodnocena vrtule Ratmanoff, se kterou dosahoval lepších letových výsledků. Již během měsíce září stroj do výzbroje zařadilo jako svůj standardní dvoumístný stíhací letoun pozemní letectvo, objednávka přišla také od námořního Aviation Maritime.

## Nasazení

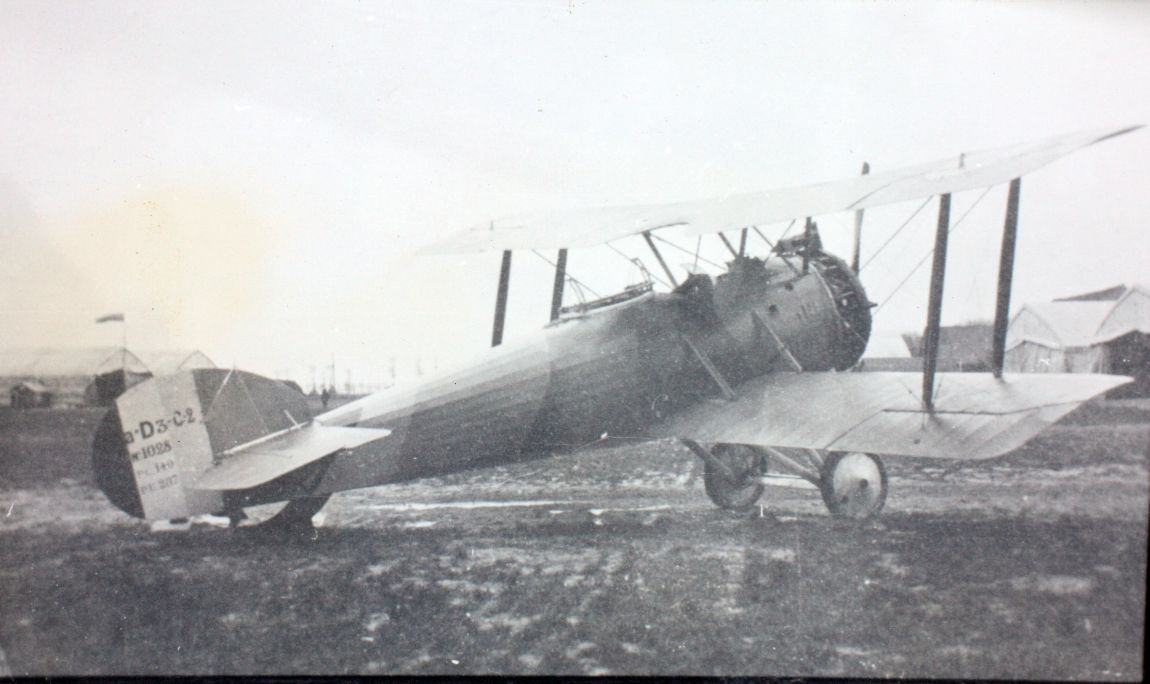
Hanriot HD.3 C.2

V říjnu 1918 bylo rozhodnuto ustavit první letku s HD.3C.2, HD.174, která byla založena ke dni 1. listopadu. Do ukončení produkce bylo vyrobeno 75 letounů pro francouzské letectvo, podstatně méně kusů převzalo námořní letectvo. Jeho první letoun, vybavený dvěma plováky, byl testován na řece Seině v Carrières před koncem léta 1918. Vyznačoval se rovněž zvětšenou SOP, jíž se podobal plovákovému Hanriotu HD.2. Představoval prototyp hydroplánu HD.4, který se s ukončením války sériově nevyráběl.
Třetí HD.3C.2 francouzského námořního letectva s kolovým podvozkem byl začátkem září odeslán ke zkouškám u Royal Air Force na ostrov Grain. Zde byl v říjnu vybaven britskými standardními nafukovacími plováky, odhazovacími koly, lyžemi pro přistávání na palubách lodí a profilovanou plochou před podvozkem. Intenzívní zkoušky, konané do 4. prosince 1918, zahrnovaly také přistávání na hladinu moře. V této době již potřeba RAF vlastnit tento dvoumístný palubní stíhací letoun vymizela.
Během reorganizace francouzského letectva k 1. lednu 1920 se z eskadrily HD.174 stala 9. letka 2. stíhacího pluku. Palubní HD.3C.2 pak operovaly z francouzské letadlové lodě Béarn ještě v říjnu téhož roku.

## Specifikace

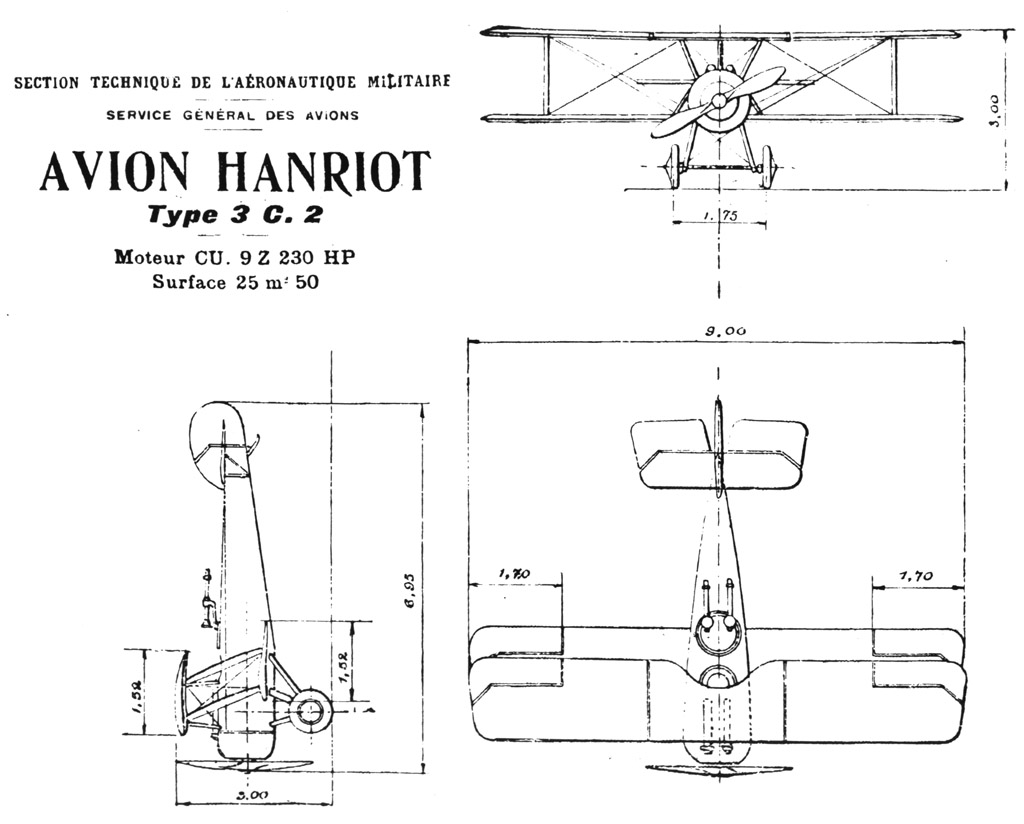
Třípohledový nákres Hanriot HD.3

Údaje platí pro HD.3C.2 s vrtulí Ratmanoff

### Technické údaje
- Osádka: 2 (pilot a palubní střelec)[2]
- Rozpětí: 9,00 m
- Délka: 6,95 m
- Výška: 3,00 m
- Nosná plocha: 25,5 m²
- Hmotnost prázdného letadla: 760 kg
- Vzletová hmotnost: 1 180 kg
- Pohonná jednotka: 1 × kapalinou chlazený hvězdicový motor Salmson 9Za[2]

### Výkony
- Maximální rychlost ve 2000 m: 192 km/h
- Maximální rychlost v 5000 m: 170 km/h
- Výstup do 3000 m: 12 min 16 s
- Výstup do 5000 m: 30 min 34 s
- Dostup: 5700 m
- Vytrvalost: 2 h

### Výzbroj
- 2 × synchronizovaný kulomet Vickers ráže 7,7 mm[2]
- 2 × pohyblivý kulomet Lewis ráže 7,7 mm[2]